# Kommunikationsmittel

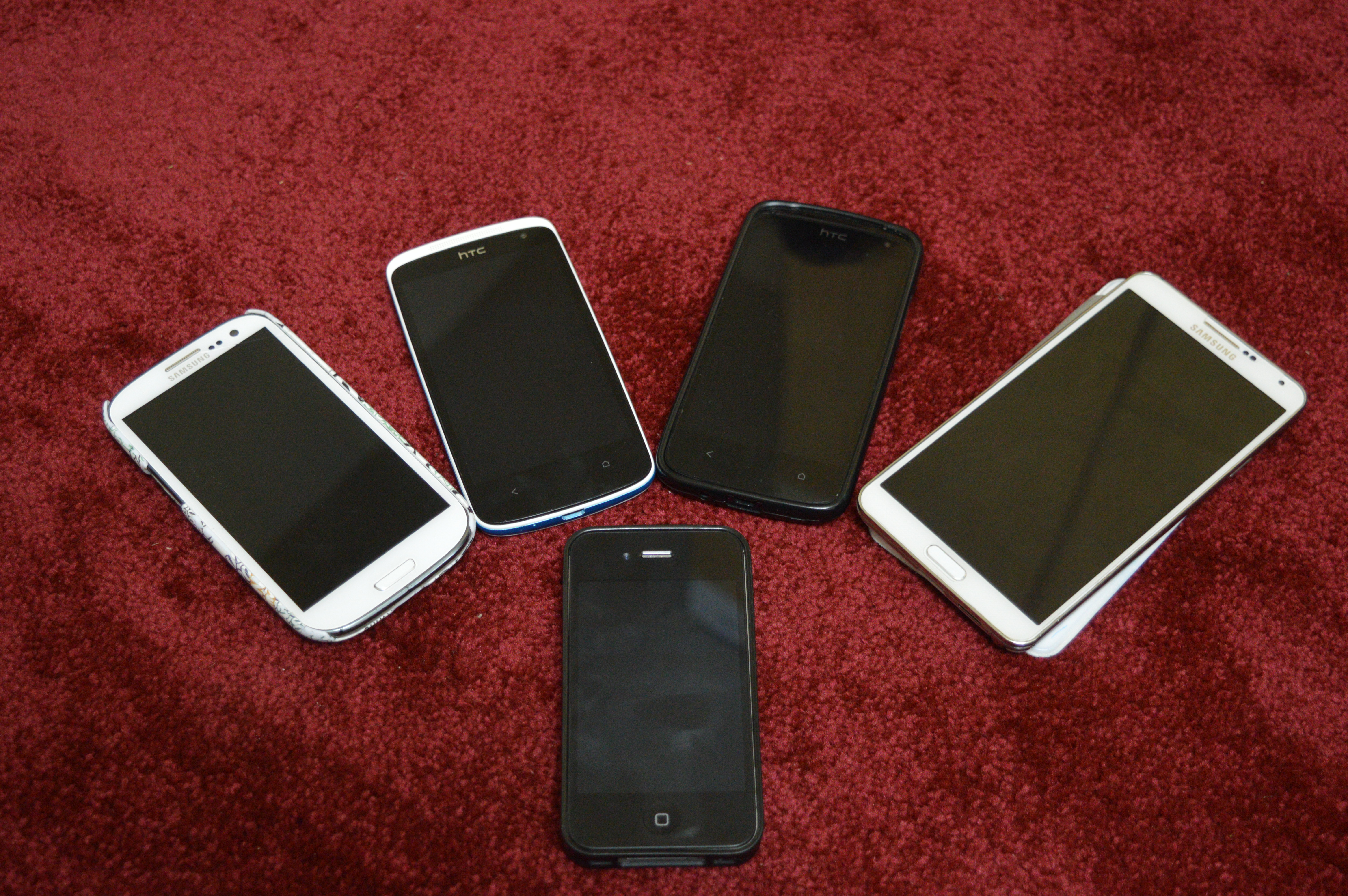
Das Smartphone – eines der wichtigsten Kommunikationsmittel des 21. Jahrhunderts

Kommunikationsmittel dienen der Kommunikation zwischen Sender und Empfänger und damit der Übertragung von Informationen. Alltagssprachlich werden sie auch Kommunikationsmedien genannt.

## Allgemeines
In der Kommunikation werden viele Hilfsmittel verwendet, um sich verständlich zu machen. Landkarten beispielsweise ersparen langwierige Erklärungen, wie man zu seinem Ziel gelangen kann. Ein Kommunikationsmittel ist also Mittel zum Zweck, um die Kommunikation zwischen Menschen einfacher, verständlicher und vor allem unmissverständlicher zu machen. In der Alltagssprache wird Kommunikationsmittel oft mit Medium gleichgesetzt. Allerdings ist der Begriff „Medium“ in den Medienwissenschaften mit einer Vielzahl von Konzepten belegt, die zum Teil nicht mit der alltagssprachlichen Verwendung übereinstimmen.

## Elemente der Kommunikation
Elemente der Kommunikation sind:
- ein die Kommunikation auslösendes Ereignis,
- Absender und Empfänger,
- ein Kommunikationsmittel,
- ein Kommunikationsweg und
- ein Kommunikationsinhalt.[3]

Kommunikationsmittel im engeren Sinne sind technische Einrichtungen, die der Informationsübermittlung dienen. Sie sind die durch Sinne wahrnehmbaren Erscheinungsformen des Kommunikationsinhalts, ersetzen die ursprünglich von Mensch zu Mensch verlaufende Kommunikation und machen sie reproduzierbar.
Der Kommunikationsweg ist die Strecke, die eine Nachricht zwischen Absender und Empfänger zurücklegt; in Hierarchien ist der vertikale Kommunikationsweg mit dem Dienstweg identisch und heißt auch Linienweg. Kommunikationswege können physischer Natur sein (etwa die Straße als Transportweg) oder auch nicht-physischer Natur (Netzwerke wie das Rechnernetz).
Kommunikationsinhalt sind Bilder, Daten (technische oder ökonomische Daten), Grafiken, Sprache oder Texte.

## Begriffsgeschichte
Bis in das 19. Jahrhundert wurde der Begriff vor allem auf das Verkehrs- und Botenwesen angewandt und damit vor allem die Verkehrsmittel und Verkehrswege wie Eisenbahn, Trassen, Kunststraßen, Kanäle, aber auch Postreiter und Postkutschen wurden davon erfasst. Im Jahre 1861 definierte der Nationalökonom Albert Schäffle Kommunikationsmittel als Hilfsmittel des Güter- und Wertumlaufs und fasste darunter  Zeitungen, Telegraf, Post, Botenwesen, Avis, Fakturen und Konnossemente.
In der Folgezeit kamen immer stärker die technischen Kommunikationsmittel in den Vordergrund, sodass bereits 1895 im Deutschen Wochenblatt davon die Rede war, dass diese technischen Kommunikationsmittel derart verbessert worden seien, dass „jedermann auf der ganzen Welt unser Nachbar geworden“ sei.
Erst im 20. Jahrhundert wird der Begriff Medium auch als Synonym für diese technischen Kommunikationsmittel benutzt, in den 1920er Jahren wird im englischen Sprachraum unter anderem im Kontext der Entstehung des Rundfunks der Begriff mass media gebräuchlich und wenig später als Massenmedien eingedeutscht.

## Arten
Unterschieden werden kann zwischen mündlicher, schriftlicher, bildschirmorientierter Informationsübermittlung und Schriftgut-Transport. Im Folgenden werden dazu auch Kommunikationsmittel genannt, die heute nicht mehr verwendet werden:
| mündliche Informationsübertragung    | schriftliche Informationsübertragung | bildschirmorientierte Informationsübertragung             | Schriftgut-Transport    |
| ------------------------------------ | ------------------------------------ | --------------------------------------------------------- | ----------------------- |
| Gespräch, Mobiltelefon, Telefon      | Brief, Postkarte, Telex              | Bildschirmtext, Webcam                                    | Bote                    |
| Sprechanlage                         | Fax                                  | Chat, E-Mail, Präsentationsprogramme, SMS, MMS, Videotext | Förderband Flaschenpost |
| intelligenter persönlicher Assistent | Teletex                              | Datenfernübertragung                                      | Rohrpost                |
| Funksprechgerät, Sprechfunk          | Terminal                             | Satellitenfunk                                            | Brieftauben             |

In Personenvereinigungen (Unternehmen, Behörden, Institutionen) typische Kommunikationsmittel sind Schriftstücke wie insbesondere Aktenvermerke, Analysen, Berichte, Business-Cases, Entscheidungsvorlagen, Due-Diligence-Prüfungen, Finanzanalysen, Formulare, Geschäftsmodelle, Gutachten, Machbarkeitsstudien, Unternehmensplanungen, Wirtschaftsprüfungsberichte, wissenschaftliche Publikationen, Vertragswerke oder Vordrucke.
Ferner lässt sich unterscheiden zwischen
- natürlicher Kommunikation:
  - nonverbale Kommunikation: Applaus, Gestik, Mimik (soziale Kommunikationsmittel); Flaggenzeichen, Signale;
  - Sprache: Gesprächsformen wie Besprechung, Diskussion, Vortrag;
- technischer Kommunikation:
  - Schrift und Zeichnung als Datenspeicher der Sprache;
  - E-Mail, Fax, Fernschreiber, Handy, Massenmedien, SMS/MMS, Telefon, Webcam.

Kommunikationsmittel im engeren Sinne sind die der technischen Kommunikation.
Natürliche Kommunikationsmittel
Zu den Mitteln der natürlichen Kommunikation, den „Primärmedien“ (siehe Medientheorie), gehören:
- Sprache und andere durch den Mund geformte Laute, z. B. der Schrei;
- Zeichensprache durch Hand- oder Körperbewegungen, z. B. Augenzwinkern;
- andere nonverbale Kommunikationsmittel wie Kleidung (siehe Kleidercode), Maßnahmen der Körpergestaltung selbst sowie sonstige Formen des Auftretens bis hin zu unterschiedlichen Akzentuierungen in der Wohn-, Ess- und Baukultur.

Technische Kommunikationsmittel
- mit der Hand oder technischen Hilfsmitteln geschriebene Zeichen auf Papier oder einem anderen Untergrund als Schriftträger (Brief, Nachricht);
- mit Hilfe der Drucktechnik hergestellte Printmedien;
- Abspielen von Tönen oder Bildern (bei Bildmedien[11]) durch Abspielgeräte und Vorführgeräte wie Tonbandgeräte und Projektoren für Diapositive oder Filme;
- Übertragung von Sprache durch das Telefon oder der Schrift durch Telegraphie, meist nur an einen einzigen Adressaten; Satellitenfunk.

## Kommunikationstheorie
Kommunikationsmittel werden in der Kommunikationstheorie häufig unterschieden
- im Blick auf die Erreichbarkeit und Bestimmbarkeit der Rezipienten in Mittel der Individualkommunikation, Gruppenkommunikation und Massenkommunikation;
- im Blick auf den Technikanteil in Kommunikationsmittel der natürlichen und der technischen Kommunikation;
- im Blick auf den Sprachanteil in Mittel der verbalen und nonverbalen Kommunikation.

Medien als Kommunikationsmittel werden in der Folgezeit weiter differenziert:
- in Speichermedien, Übertragungsmedien und Bearbeitungsmedien (Verarbeitungsmedien), spezieller auch noch Aufnahmemedien, Reproduktionsmedien (Vervielfachungsmedien), Wiedergabemedien;
- in primäre, sekundäre, tertiäre und quartäre Medien, je nach dem Anteil der Technik beim Sender bzw. Empfänger.

## Massenmedien
Der Begriff „Massenmedien“ beruht darauf, dass durch diese von einem oder wenigen Absendern sehr viele Empfänger gleichzeitig oder fast gleichzeitig erreicht werden können:
- Übertragung von Informationen durch Druckerzeugnisse in verschiedener Form (Buch, Flugblatt, Fotokopie, Plakat, Postwurfsendung, Serienbrief, Zeitung);
- Übertragung von Sprache, Musik oder anderen Tönen durch Radiowellen (Hörfunk);
- Übertragung von Bild und Ton über Radiowellen (Fernsehen);
- das bislang modernste Kommunikationsmittel in einer langen Kette von Innovationen ist das Internet.

Massenmedien sind durch ihre Verbreitung geeignet, einen großen Teil der Bevölkerung mit denselben Informationen zu versorgen.